# Gregers Gram (1917–1944)
Gregers Winther Wulfsberg Gram, född den 15 december 1917 i Aker (nu Oslo), död den 13 november 1944 i Oslo, var en norsk motståndsman under andra världskriget. Han var korpral i Kompani Linge.

## Verksamhet under ockupationen
Från 1944 var Gram medlem av Milorgs sabotagegrupp Oslogjengen under ledning av Gunnar Sønsteby. Han deltog i flera framgångsrika sabotageaktioner, bland annat sprängningen av Arbeidskontoret den 19 maj 1944 för att förstöra kartoteken och förhindra Quisling-regeringens planer att tvångsutskriva upp till 25 000 norrmän till tysk arbetstjänst. Den 12 oktober samma år deltog han i sprängningen av ett oljelager på Sørenga vilket förstörde 200 000 liter olja.
Hösten 1944 förde Gram tillsammans med Max Manus psykologisk krigföring (Operasjon Derby) mot tyska soldater genom att sprida propaganda till dem. Gram dödades i ett bakhåll på Plasskaféen på Olaf Ryes plass i Oslo den 13 november 1944, då han och Edvard Tallaksen skulle möta några förmodade tyska desertörer. Tallaksen sårades och blev tillfångatagen. Han tog den 29 november sitt liv för att inte avslöja motståndsorganisationen under tortyr.

## Familj och privatliv
Gregers Gram var sonson till Gregers Gram, Norges statsminister i Stockholm under unionstiden. Hans far var Harald Gram som också var aktiv i motståndsrörelsen under andra världskriget. Harald Gram vigde även Max Manus och Ida Nikoline Lie Lindebrække.